# Telesforo Monzón y Zurbano
Telesforo Monzón y Zurbano (Vergara, 5 de enero de 1826-Vergara, 17 de noviembre de 1889) fue un político y abogado español, diputado a Cortes durante el reinado de Isabel II y alcalde de Vergara.

## Biografía
Nacido el 5 de enero de 1826 en la localidad guipuzcoana de Vergara, era hijo de José María de Monzón y María Antonia de Zurbano. Huérfano de padre, se trasladó a Madrid acompañado de su madre a finales de 1845, con objeto de matricularse en la Universidad Central. Monzón, que estudió Derecho. Llegó a ser nombrado vicepresidente de la sección de procedimientos de la Academia de Jurisprudencia y Legislación. El 30 de junio de 1852 se doctoró. Miembro del Colegio de Abogados del partido judicial de Vergara, obtuvo escaño de diputado en las Cortes constituyentes de 1854. Nombrado alcalde de su localidad natal el 12 de marzo de 1857, montó la Casa de Beneficencia instalando en el edificio recién construido a las Hermanas de la Caridad. El 2 de julio de 1858 dejó la alcaldía de Vergara para entrar en funciones de diputado general de Guipúzcoa primer adjunto con arreglo a fuero. Contrajo matrimonio con María de Lardizábal y fue miembro correspondiente de la Real Academia de la Historia. Monzón, que volvió á tomar posesión de la alcaldía de Vergara, falleció el 17 de noviembre de 1889 en su localidad natal.
Fue abuelo de Telesforo Monzón.